# Джеймс Джуд Орбінські
Джеймс Джуд Орбінські — канадський лікар, гуманітарний активіст, письменник і дослідник глобальної охорони здоров'я. Доктор Орбінський розпочав свою роль директора коледжу Массі в Університеті Торонто в 2024—2025 навчальному році, де він також є повним професором кафедри сімейної та громадської медицини на медичному факультеті Темерті, а також призначений на іншу посаду до Школи глобальних справ і державної політики Мунка, а також до Школи громадської охорони здоров'я Далла Лана (відділ клінічної охорони здоров'я). Доктор Орбінський, який раніше був професором факультету охорони здоров'я Йоркського університету, заснував Інститут глобальних досліджень охорони здоров'я імені Дадале.

## Інтернет-ресурси
- Dignitas International — Dr. James Orbinski
- Dr. Orbinski — National Speakers Bureau Profile
- Access to Medicines Campaign